# Forte de Pacém
O Forte de Pacém, também referido como Forte de Pasai, localizava-se em Pacém, no norte da ilha de Sumatra,  Indonésia.
Foi erguido por forças portuguesas em 1520-1521 e, após ser sitiado por nativos islamizados, foi arrasado e abandonado em 1524, conforme registado por Gaspar Correia: "...e puserão fogo à fortalesa, que tudo foy feito em cinza: o que foy em Maio de 1524." (Lendas da Índia, Tomo II, Parte II, p. 795). Situado na costa, constituiu-se em uma simples tranqueira de madeira, de pequenas dimensões, com planta quadrangular.